# 9 (album Mercyful Fate)
9 to siódmy album studyjny duńskiej grupy heavymetalowej Mercyful Fate. Wydany przez wytwórnię Metal Blade 15 czerwca 1999 roku.

## Lista utworów
1. Last Rites – 4:12
2. Church of Saint Anne – 4:44
3. Sold My Soul – 5:05
4. House on the Hill – 3:43
5. Burn in Hell – 3:49
6. The Grave – 4:10
7. Insane – 3:02
8. Kiss The Demon – 3:53
9. Buried Alive – 4:41
10. 9 – 4:30

## Twórcy
- King Diamond – śpiew
- Hank Shermann – gitara
- Mike Wead – gitara
- Sharlee D’Angelo – gitara basowa
- Bjarne T. Holm – perkusja

## Pozycje na listach
| Lista                     | Kraj              | Pozycja |
| ------------------------- | ----------------- | ------- |
| Billboard Top Heatseekers | Stany Zjednoczone | 45      |